# 반다족
반다족(Banda)은 중앙아프리카 공화국을 비롯하여 콩고 민주공화국, 카메룬, 남수단에도 거주하는 민족 집단이다. 이들은 19세기 노예 습격과 아프리카 노예 무역으로 큰 피해를 입었다. 프랑스 식민 통치 하에 다수가 기독교로 개종했으나 전통적인 신앙 체계와 가치관을 유지하고 있다.
21세기 초 기준 인구는 약 130만 명으로 추산되어 중앙아프리카 공화국의 주요 민족 집단 중 하나이며, 전통적으로 이 나라의 북동부에 주로 거주하여 왔다. 이들은 니제르콩고어족에 속하는 반다어나 우방기어군의 다양한 방언을 사용한다.

## 같이 보기
- 아랍 노예 무역
- 대서양 노예 무역
- 콩고 민주 공화국의 인구